# Hibiscus macropodus
Hibiscus macropodus är en malvaväxtart som beskrevs av Wagn. och Vierh.. Hibiscus macropodus ingår i Hibiskussläktet som ingår i familjen malvaväxter. Inga underarter finns listade i Catalogue of Life.